# Evgueni Ponomariov
Evgueni Petrovitch Ponomariov (ou Ponomarev, en russe: Евгений Петрович Пономарев), née le 4 février 1852 à Saint-Pétersbourg et mort le 3 (ou le 4) février 1906, est un artiste russe décorateur de théâtre, costumier et librettiste. 

## Biographie
De 1869 à 1882, il étudie à l'Académie des beaux-arts impériale de Saint-Pétersbourg où il reçoit des médailles, deux d'argent en 1876, deux d'argent en 1877 et deux d'argent en 1878. En 1882, il reçoit le titre d'artiste de 3e classe. Son premier emploi est de décorateur pour L'Éducation picturale. En 1887, il est artiste pour la direction des théâtres impériaux de Saint-Pétersbourg, dans la catégorie des costumiers. La méthode consistant à concevoir une image artistique unique de la pièce n'était pas encore pratiquée en Russie à cette époque. Les différents actes étaient conçus par différents artistes, et les costumes étaient réalisés par un artiste différent. Ainsi, plusieurs artistes travaillaient sur un spectacle en même temps. Dans ce système de division du travail, E.P. Ponomariov créait principalement des costumes de scène pour le Mariinsky, le Théâtre de l'Ermitage, ainsi qu'à Peterhof, au Palais de Marbre et au Bolchoï à Moscou. Ponomariov a participé à la mise en scène de pièces des loisirs Izmaïlovsky (1895-1902). De nombreux costumes ont été réalisés à partir de ses dessins pour le grand bal costumé de la Cour en 1903 au palais d'Hiver. Ses costumes se distinguaient par une étude minutieuse de la palette de couleurs, le désir de luxe et d'enchantement, et il était fort soucieux de la précision historique.
Ponomariov étudie l'histoire du costume russe pendant les six dernières années de sa vie, notamment les tissus avec l'intention de soumettre son travail à l'Académie des sciences pour le Prix Ouvarov.
Ponomoriov a participé à la rédaction de plusieurs livrets d'opéras, dont Francesca da Rimini, d'Eduard Napravnik.

## Costumes de Ponomariov pour l'opéra
- 1886: opéra de Glinka, Rouslan et Ludmila, livret de Chirkov d'après la poème de Pouchkine
- 1890: première représentation de l'opéra de Tchaïkovski, La Dame de pique, d'après Pouchkine, livret de Modeste Tchaïkovski.
- 1892: première de l'opéra-ballet de Rimski-Korsakov, Mlada, basé sur des récits slaves anciens de la Baltique; scénographie d'Ossip Paletchek.
- 1893: opéra de Verdi, Aïda.
- 1905: première version en russe de l'opéra de Beethoven, Fidelio, scénographie de Paletchek, décor de Piotr Lambine.
- 1905: opéra de Rimski-Korsakov La Demoiselle des neiges, d'après la pièce d'Ostrovski.

## Costumes de Ponomariov pour le ballet
- 10 novembre 1885: ballet de Cesare Pugni, La Fille du pharaon en 3 actes et 9 tableaux d'après la nouvelle de Théophile Gautier, Le Roman de la momie. Chorégraphie de Marius Petipa.
- 6 décembre 1887: ballet fantastique de Léon Minkus, Fiametta, en 4 actes, chorégraphie de Petipa et Ivanov.
- 25 octobre 1888: ballet de Pugni, Catarina ou la Fille du bandit , en 3 actes et 5 tableaux, chorégraphie de Cecchetti, décors de Levot et Mikhaïl Botcharov.
- 25 janvier 1889: ballet fantastique de Riccardo Drigo, Le Talisman en 4 actes et 7 tableaux au Théâtre Mariinsky, chorégraphie de Petipa, décors de Levot, Chichkov.
- 19 janvier 1892: ballet de Jean Schneitzhoeffer, La Sylphide en 2 actes, chorégraphie de Petipa, décors de Levot.
- 6 décembre 1892: ballet de Tchaïkovski, Casse-Noisette, chorégraphie de Lev Ivanov d'après Petipa. Décors: Botcharov et Ivanov, costumes: Vsevolojski et Ponomariov.
- 1894: ballet-pantomime de Léo Delibes, Coppélia, en 2 actes et 3 tableaux. Chorégraphie de Cecchetti d'après Petipa. Décors d'Andreïev, Levot, Lambine.
- 15 janvier 1895: ballet de Tchaïkovski, Le Lac des cygnes, chorégraphie de Petipa et Ivanov, décors de Levot, Andreïev et Botcharov.
- 21 janvier 1896: ballet de caractère de Johann Armsheimer, La Halte du cavalier. Décors de Levot.
- 21 janvier 1896: ballet anacréontique en 2 actes de Catterino Cavos, Acis et Galatée au Théâtre Mariinsky, chorégraphie de Lev Ivanov, décors de Perminov.
- 13 janvier 1899: ballet d'Adam, Le Corsaire[2], livret de Joseph Mazilier, décors d'Allegri, Vorobiov et Lambine.
- 17 janvier 1900: ballet en un acte d'Alexandre Glazounov, La Ruse de l'amour (ou L'Épreuve de Damis), chorégraphie de Petipa, décors de Lambine.
- 10 février 1900 (théâtre de l'Ermitage), 13 février 1900 (Théâtre Mariinsky): ballet en 2 actes de Drigo Les Millions d'Arlequin, chorégraphie de Petipa. Décors d'Allegri.
- 7 février 1900: Les Saisons de Glazounov, chorégraphie de Petipa. Décors de Piotr Lambine.
- 25 janvier 1901: ballet de Léon Minkus, La Bayadère en 4 actes et 7 tableaux avec apothéose au théâtre du Bolchoï; chorégraphie révisée par Alexandre Gorski. Décors d'Allegri, Ivanov et Lambine.